# Omphale phaola
Omphale phaola är en stekelart som först beskrevs av Walker 1839.  Omphale phaola ingår i släktet Omphale och familjen finglanssteklar. Arten är reproducerande i Sverige. Inga underarter finns listade i Catalogue of Life.